# Ermershausen

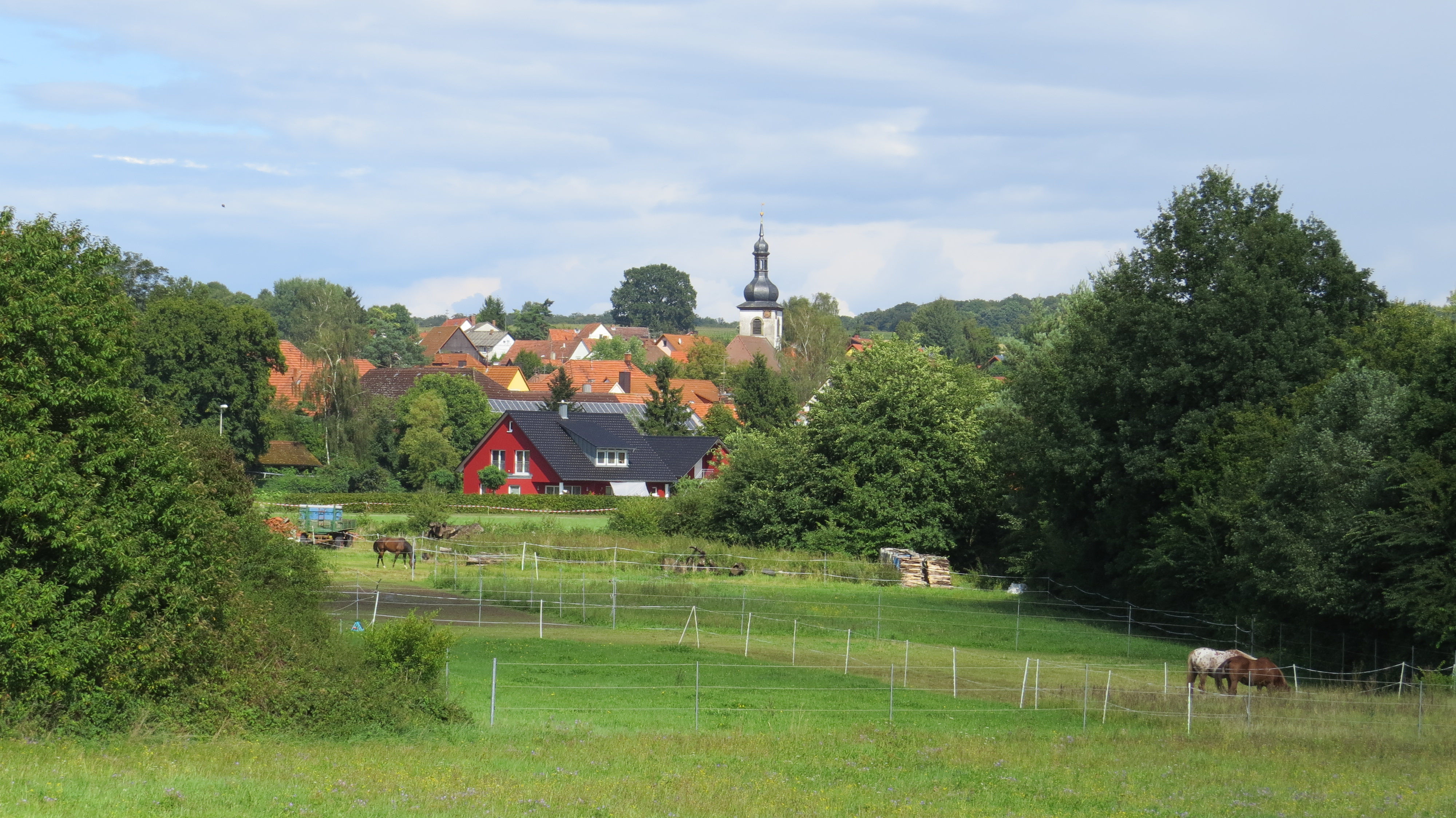
Ermershausen von Südwesten

Ermershausen im Landkreis Haßberge ist die kleinste Gemeinde Unterfrankens. Bundesweite Publizität als „Rebellendorf“ erreichte Ermershausen 1978, als es sich der Eingemeindung nach Maroldsweisach – zunächst erfolglos – verweigerte.

## Geografie

### Geografische Lage
Die Gemeinde liegt im Naturpark Haßberge. Das für den Naturpark typische Landschaftsbild ist geprägt von Feldern, Wiesen und mit Mischwald bewachsenem, sanftem Hügelland. Durch Ermershausen fließt der etwa acht Kilometer lange Bach Ermetz. Dieser entspringt in der Au nördlich des Dorfes im Grenzgebiet zu Thüringen und mündet bei Sulzbach in die Baunach.
Größere Orte in der Umgebung von Ermershausen sind Bad Königshofen im Grabfeld, Ebern und Hofheim in Unterfranken. Die nächstgelegenen Städte sind Bamberg, Schweinfurt und Coburg.
Nur etwa 1,5 km nördlich des Ortskerns befindet sich die Grenze zum Freistaat Thüringen. Somit lag Ermershausen direkt an der innerdeutschen Grenze und dem Eisernen Vorhang.

### Nachbargemeinden
Nachbargemeinden sind von Norden beginnend im Uhrzeigersinn: Schweickershausen (Landkreis Hildburghausen), Maroldsweisach und Sulzdorf an der Lederhecke (Landkreis Rhön-Grabfeld).

### Gemeindegliederung
Es gibt drei Gemeindeteile (in Klammern ist der Siedlungstyp angegeben):
- Ermershausen (Pfarrdorf)
- Holländermühle (Einöde)
- Weidachsmühle (Einöde)

Die beiden genannten ehemaligen Wassermühlen befinden sich südlich des Hauptortes an der Ermetz. Während der Flurbereinigung in den 1960er Jahren entstanden fünf Aussiedlerhöfe, davon vier nördlich und einer südlich des Dorfs. Inoffiziell unterteilen die Ermershäuser den Hauptort in das westlich der Ermetz gelegene Oberdorf und das östlich gelegene Äußerdorf.

### Historische Straßen- und Flurnamen
Die heutige Hauptstraße hieß 1836 noch Baunachstraße, im Oberdorf auch Schlossgasse. Sie war Teil einer bedeutenden alten Heeres- und Handelsstraße von Nürnberg über Bamberg, Ebern, Ermershausen, Schwanhausen, Trappstadt und Römhild nach Meiningen (Nürnberger Landstraße). Die alte Straße nach Maroldsweisach führte im Bereich der Fresengasse aus dem Ort hinaus, vorbei am Sühnekreuz über die Steig. Sie bestand bis etwa in die 1830er Jahre. Die jetzige Wegführung über den Rehberg wurde Ende des 17. Jahrhunderts angelegt und in den 1830er Jahren ausgebaut. In der zweiten Hälfte des 19. Jahrhunderts wurden entlang der heutigen B279 alle 5 km Kilometersteine gesetzt. Kilometerstein 50 (Distanz nach Bamberg) steht auf Ermershäuser Gemeindegebiet Richtung Sulzdorf (Lage).
Die Birkenfelder Straße (Ausbau 1835) wurde auch als Schweinfurter Straße bezeichnet. Der Weg nach Allertshausen hieß auch Coburger Straße. Weiterhin finden sich entsprechend der nächstgelegenen Ortschaften die Bezeichnungen Hellinger Weg, Dippacher Weg (Ausbau 1865), Serrfelder Weg (teilw. auch Wahlweg), Sternberger Weg und Käßlitzer Weg. Der Schweickershäuser Weg (Ausbau 1855), der Pfad ab dem Kreuzweg Richtung Schweickershausen und der Weg in der Waldabteilung Bauholz Richtung Hellingen (nicht der heutige Hellinger Weg) wurden jeweils auch Judenweg genannt, da diese insbesondere die jüdischen Bürger Ermershausens für den Handel mit den benachbarten sächsischen Dörfern (heute Thüringen) nutzten.

Im nordwestlichen Gemeindegebiet verläuft ein Stück der Weinstraße, die hier die Bundesstraße 279 quert. An der Kreuzung teilt sich diese in die Obere Weinstraße, welche auf der Gemeindegrenze zu Sulzdorf in Richtung Schweickershausen verläuft, und die Untere Weinstraße, die parallel zur Oberen auf Sulzdorfer Gebiet nach Nordosten zieht. Richtung Süden verläuft die Weinstraße im Wald zwischen Dippach und Neuses bzw. Serrfeld. Östlich von Schweinshaupten kreuzt sie die Staatsstraße 2284 und führt weiter gen Süden, wo sie im Bereich von Manau auf den Rennweg trifft. Zur Namensherkunft der Weinstraße gibt es unterschiedliche Erklärungsansätze. Einerseits wird Bezug genommen auf den Weintransport vom Maintal (Weinbaugebiet Franken) Richtung Thüringen (ehem. Sachsen). Andererseits könnte der Name auch einfach vom Begriff Wagenstraße (Wagen = wayne oder waine) kommen, also eine – im Gegensatz zu Pfaden – für Fuhrwerke geeigneten Straße. 

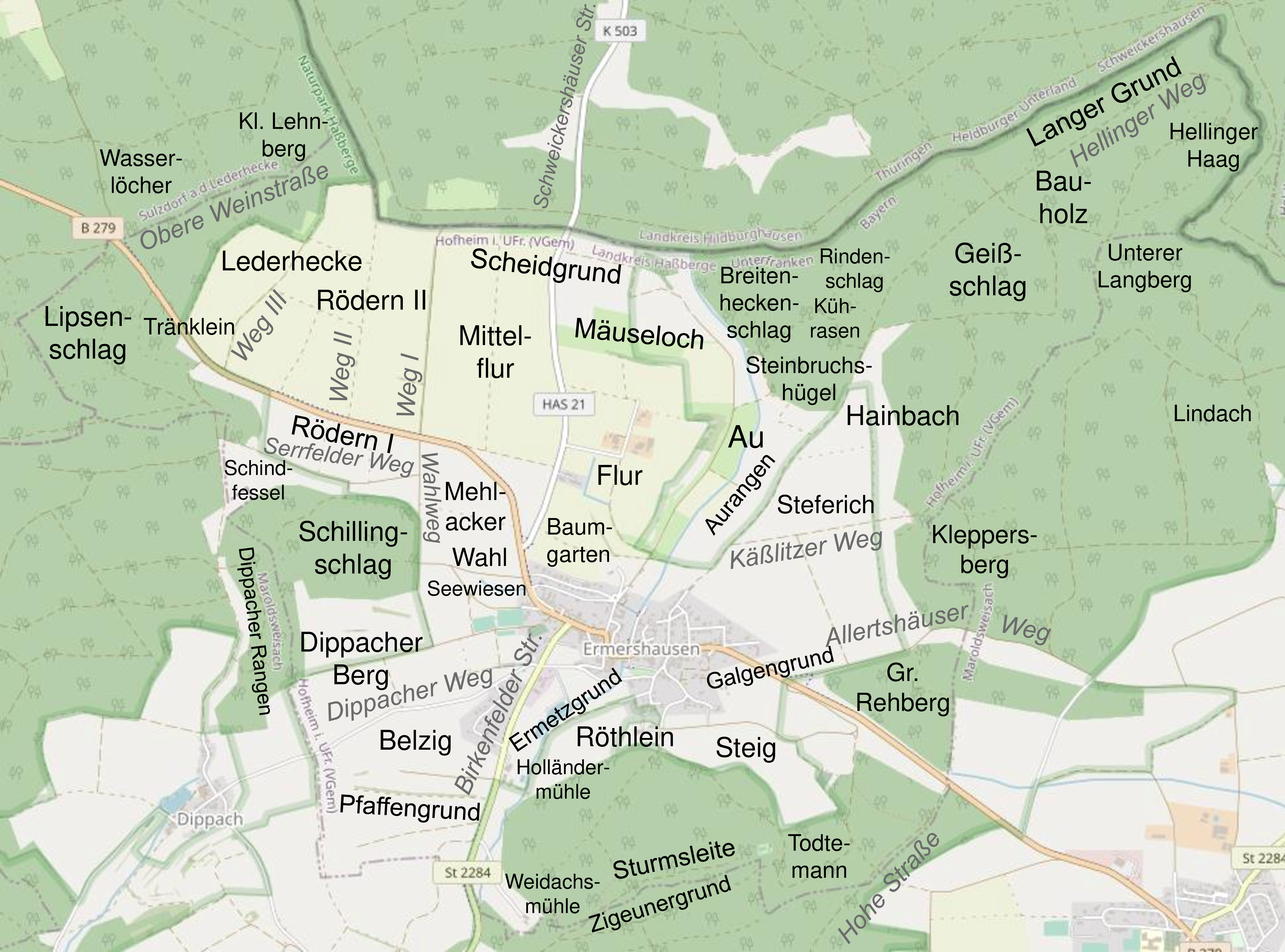
Karte der Flurnamen von Ermershausen

Die Flurnamen des Ortsgebietes und der umgebenden Felder, Wiesen und Wälder kamen tlw. schon im 17. Jahrhundert vor. Folgende sind bekannt: (Ohne Anspruch auf Vollständigkeit.)
- Au
- Aurangen  (a)
- Bauholz
- Baumgarten  (b)
- Belzig
- Breitenheckenschlag
- Buchenbeete Lage
- Dippacher Berg Lage
- Dippacher Rangen
- Dorfhag / Dorfhock  (c) Lage
- Ermetzgrund
- Fischteich  (d)
- Flur
- Fülleder / Fulleller  (e) Lage
- Galgengrund
- Geißschlag
- Hainbach
- Hellinger Haag
- Hellinger Weg Lage
- Hohe Straße Lage
- Käßlitzer Weg Lage
- Kleiner Lehnberg Lage
- Kleppersberg Lage
- Kohlplatte Lage
- Krautbeete Lage
- Kreuzweg Lage
- Kührasen(beete)  (f)
- Langer Grund
- Lederhecke  (g)
- Lipsenschlag
- Mäd  (h)
- Mäuseloch  (i)
- Mehlacker
- Mittelflur
- Obere Weinstraße
- Pfaffengrund
- Rehberg Lage
- Rindenschlag
- Rödern I  (j)/ Erste Gewanne
- Rödern II  (j)/ Zweite Gewanne
- Röthlein
- Ruh-Fichte / Rottanne  (k) Lage
- Scheidgrund
- Schillingschlag
- Schindfessel
- Schlossgarten  (l)
- Schöpfenwiese  (m)
- Schulsteg Lage
- Schutzhütte Lage
- Seedamm  (n)
- Seewiesen  (o)
- Serrfelder Weg Lage
- Steferich  (p)
- Steig
- Steinbruchshügel  (q) Lage
- Sturmsleite
- Sühnekreuz Lage
- Todtemann  (r)
- Tränklein
- Unterer Langberg Lage
- Wahl  (s)
- Wahlweg Lage
- Wasserlöcher
- Weed  (t)
- Weg I Lage
- Weg II Lage
- Weg III Lage
- Wildschweingehege Lage
- Wildschweinweg Lage
- Wolfsgrube Lage
- Zigeunergrund
- Zimmerplatz Lage

Sowohl das Wegenetz und die Wegführungen als auch die Unterteilung und Bezeichnungen der Flurabschnitte erfuhren in den 1960er Jahren Änderungen durch die massiven Umgestaltungen im Zuge der Flurbereinigung.

### Wüstungen in der Umgebung
Im Waldgebiet nördlich des Weges zwischen Ermershausen und Allertshausen befinden sich zwei Wüstungen. Lindach (auch Lindech oder Lintach; ungefähre Lage) wurde 1373 erwähnt. Heute erinnert daran nur noch eine gleichnamige Waldabteilung und der Bach Lindach, der nordwestlich Allertshausen in die Weisach mündet. Der zweite Ort hieß Steferich (auch Stauferich, Staiffrich, Stefryt, Stegraif, Stepperich; ungefähre Lage) und wurde 1355 urkundlich genannt, etwa 1450 aber schon als wüstgefallen bezeichnet. Anfang des 20. Jahrhunderts sollen der Schulchronik von Maroldsweisach nach noch Mauerreste und Kellergewölbe vorhanden gewesen seien. Dies wird auch im Ermershäuser Dorfbuch von 1939 erwähnt. Darin findet sich weiterhin die Aussage, dass Forstarbeiter beim Anpflanzen von Bäumen auf den Friedhof von Steferich stießen. Einer Sage nach stammt die alte Kirchenglocke von Ermershausen aus Steferich, welche von einem Schweinehirten im Wald gefunden und nach Ermershausen gebracht worden sei.
Südlich der Weidachsmühle bzw. nordöstlich des Schlosses Birkenfeld, im Flurstück Blitzengrund nahe des heutigen Teichs, befand sich der Weiler Blitzenhaug (auch Blitzenhauk; ungefähre Lage). Vor dem Dreißigjährigen Krieg wurden vier Einwohner genannt, spätestens 1661 war er verlassen.

## Geschichte

### Bis zum 19. Jahrhundert
Ermershausen wurde erstmals urkundlich im Jahr 1049 als Ermannshuson in Helidungero marca, d. h. in der Hellinger Markung, erwähnt. Im Dreißigjährigen Krieg wurde der Ort mehrmals verwüstet. Die Herren von Hutten waren von 1475 bis zu ihrem Aussterben 1783 in Birkenfeld ansässig, in deren Besitz befanden sich sowohl Ermershausen als auch Birkenfeld. 1814 fiel Ermershausen an Bayern. Mit dem Gemeindeedikt von 1818 entstand die Landgemeinde Ermershausen. Im Jahr 1830 wurde in Ermershausen ein jüdischer Friedhof angelegt.

### Ehemalige jüdische Gemeinde von Ermershausen

#### 17. Jahrhundert bis 1933
Ab dem 16. Jahrhundert wanderten viele Juden infolge anhaltender Repressalien aus den Städten in kleine Dörfer auf dem Land aus, wo sie sich gegen die Zahlung von Schutzgeld an die örtliche Reichsritterschaft niederlassen durften und gewisse Sicherheit fanden.
In Ermershausen waren wahrscheinlich schon im 16. Jahrhundert, spätestens jedoch seit 1648 Juden angesiedelt. Im Jahre 1813 wurden 97 jüdische Einwohner gezählt. Bis 1900 schwankte die Zahl der Juden in Ermershausen bei ca. 90 Einwohnern, mit Höhepunkten in den Jahren 1800 und 1830 mit 126 Personen. Dies entspricht einen Bevölkerungsanteil von etwa 15 bis 20 %. Im 17. Jahrhundert wohnten sie zunächst im alten Schloss zur Miete, danach überwiegend in kleinen Anwesen in der Fresengasse.
Zu Beginn des 19. Jahrhunderts verbesserten sich die wirtschaftlichen Verhältnisse der jüdischen Bevölkerung allmählich, da man ihnen bspw. mit dem Bayerischen Judenedikt von 1813 mehr und mehr Rechte zustand. So wurden ihnen neben den traditionellen Tätigkeiten Handel und Geldverleih (siehe auch Zinsverbot und Zunftzwang) auch andere, vormals verbotene Beschäftigungen erlaubt. Bei den Ermershäuser Juden gewannen das Handwerk und der Ackerbau als Einkunftsquellen an Bedeutung. Unter ihnen fanden sich u. a. Händler (Vieh, Seife, Kerzen, Schmieren, Bänder, Getreide, Alteisen), Metzger, Schneider, Schuster, Seifensieder und Seiler. Einige brachten es im Laufe der Jahre zu einem gewissen Wohlstand, erwarben komfortablere Anwesen an der Hauptstraße und richteten dort Kaufläden für Schnittwaren, Kolonialwaren und Landesprodukte ein.
In die Zeit Anfang des 19. Jahrhunderts fällt auch der neue Zwang, dass Familiennamen angenommen werden mussten, nachdem Juden für gewöhnlich nur Vornamen hatten. Die von den Ermershäusern gewählten Namen weisen vielfach Bezüge zur Region auf: Sachsendorfer vom Handel mit den nahen Dörfern in Sachsen (heute Thüringen), Zeilberger vom Zeilberg oder schlicht Ermetz.
Die jüdischen Bewohner Ermershausens nahmen an Bürgerversammlungen teil, stellten von 1919 bis 1933 Gemeinderäte und waren bspw. im Gesangverein aktiv. Juden erlangten mit der Reichsgründung 1871 volle Bürgerrechte und -pflichten. So kämpften jüdische Soldaten aus Ermershausen im Deutschen Krieg 1866, im Deutsch-Französischen Krieg 1870/71 und zwei von mindestens 11 jüdischen Teilnehmern aus Ermershausen fielen im Ersten Weltkrieg.
Emigration von Ermershäuser Juden fand zu verschiedenen Zeiten aus unterschiedlichen Gründen statt. Ab Mitte des 19. Jahrhunderts hatte sie vor allem wegen der ausbleibenden Gleichstellung Amerika als Ziel. Um die Jahrhundertwende waren es dann die Städte, welche durch Gesetzesänderungen neue Möglichkeiten boten. Im Jahre 1933 waren noch 58 Juden in Ermershausen.
Politisch standen die Juden der SPD nahe, welche bei der Reichstagswahl 1930 mit 135 Stimmen in Ermershausen noch etwa gleich viele wie die NSDAP erhielt. Bei der letzten Wahl vor der Machtübernahme der Nationalsozialisten im November 1932 sah dieses Verhältnis jedoch anders aus: 61 Stimmen für die SPD, mutmaßlich überwiegend der jüdischen Wähler, gegenüber 298 Stimmen für die NSDAP.

#### NS-Zeit 1933 bis zur Auslöschung 1942
Die Ernennung Hitlers zum Reichskanzler im Januar 1933 bedeutete auch für die jüdische Gemeinde in Ermershausen den Anfang vom Ende. Die Entwicklungen im Deutschen Reich in den folgenden Jahren wirkten sich selbstredend auch auf Ermershausen aus. Vollständige Ausgrenzung erfuhren die Juden mit den Nürnberger Gesetzen im September 1935. Zahlreiche Verordnungen und Gesetze wurden erlassen, die den Juden sowohl die Einkommensquellen (Entlassungen, Berufs-, Handels- und Handwerksverbote) als auch den Besitz nahmen. Auch der angestammte Wohnraum wurde ihnen genommen und sie wurden in sogenannte Judenhäuser gepfercht. (siehe: Liste antijüdischer Rechtsvorschriften im Deutschen Reich 1933–1945)
Den Ermershäuser Juden wurde zunächst im Februar 1938 die Stromversorgung gekappt. Im November 1939 kam es dann auch in Ermershausen zu Ausschreitungen im Zuge der Novemberpogrome. Am Morgen des 10. November wurden sieben jüdische Männer in „Schutzhaft“ genommen. Nach kurzem Arrest in Hofheim mussten sie dann, drangsaliert und gedemütigt von der Bevölkerung, zunächst für zwei Wochen in Hofheim, anschließend im KZ Dachau Zwangsarbeit leisten. Unter ihnen befand sich ein Ermershäuser, dem lediglich seine im Ersten Weltkrieg erlittene schwere Kriegsverletzung die KZ-Haft ersparte. Nach der Verhaftung der Männer wüteten in Ermershausen SA-Männer aus der nationalsozialistischen Hochburg Coburg, raubten und zerstörten, auch unter Mithilfe Einheimischer, Wertsachen und die Einrichtung in den Wohnhäusern und der Synagoge. Um die Jahreswende 1938/39 wurden die aufgezwungenen Zusatznamen Israel und Sara in die Dokumente der Ermershäuser Juden eingetragen. Anfang 1939 prophezeit der Verfasser Dr. Ludwig Pfeiffer in seinem Dorfbuch zynisch die Zukunft seines Heimatortes mit den Worten „(...), die ehemals starke Verjudung wird in absehbarer Zeit ganz aufgehört haben.“, womit er Recht behalten sollte. Im Sommer 1939 mussten die jüdischen Bürger Ermershausens ihre Anwesen und landwirtschaftlichen Flächen zwangsveräußern und sich in nur zwei verbliebene Häuser in der Rapsgasse zwängen. Ältere wurden zum Umzug in sogenannte „Jüdische Altenheime“ nach Würzburg gezwungen. Im Laufe des Jahres 1940 kamen ein Ausgangsverbot ab 20 Uhr sowie das Verbot von Telefon und Radio hinzu. Ab September 1941 war das Tragen des gelben Judensterns Pflicht.
Die Zahl der jüdischen Bürger sank bis 1939 auf 33 und danach noch weiter. Viele flohen nach Amerika oder Palästina. Wer das europäische Ausland als Ziel hatte, wurde später durch die deutschen Eroberungen im Zweiten Weltkrieg möglicherweise wieder eingeholt. Eine Auswanderung war nicht einfach: Sie war kostenintensiv und bürokratisch und die Juden waren in den meisten anderen Staaten wenig willkommen. Die jüdischen Emigranten wurden weiterhin durch die Reichsfluchtsteuer finanziell belangt. Ab Kriegsbeginn im September 1939 wurde die Ausreise erheblich erschwert und schließlich im Oktober 1941 ganz verboten.
Am 22. April 1942 wurden 15 der 18 verbliebenen Ermershäuser Juden, organisiert von der Gestapo in Würzburg, deportiert. Auf der offenen Ladefläche eines Lastwagens wurden 15 Personen, darunter Alte, Frauen und Kinder, von Ermershausen nach Hofheim transportiert und mussten ihr Zuhause für immer verlassen. Von Hofheim ging es weiter mit einem Bus zur Sammelstelle Platz'scher Garten in Würzburg, wo sie am selben Nachmittag ankamen. Nach drei Tagen und Nächten im Freien folgte am 25. April 1942 ein Fußmarsch zum Güterbahnhof Würzburg Aumühle. Um 15:20 Uhr fuhr ihr Deportationszug Nr. Da 49, begleitet vom Transportführer Oswald Gundelach mit über 800 weiteren Juden aus Mainfranken ab in Richtung Osten. In Bamberg wurden weitere Deportierte aufgenommen. Schließlich wurde der Zielbahnhof Krasnystaw (heute Ostpolen) drei Tage später, am Morgen des 28. April 1942, erreicht. Für die Fahrkarte in den Tod zahlte jeder Jude 80 Reichsmark, beim Überqueren der Reichsgrenze verloren sie durch eine 1941 erlassene Verordnung die deutsche Staatsbürgerschaft und ihr restliches Vermögen fiel an den Staat. Von Krasnystaw ging es noch am Ankunftstag zu Fuß weiter in das 16 km entfernte Zwischenlager Kraśniczyn. Das weitere Schicksal dieser 15 Ermershäuser Juden lässt sich nicht mehr exakt nachverfolgen. Lange ging man vom Ghetto Izbica und dem Vernichtungslager Belzec aus. Seit 2014 ist bekannt, dass zumindest ein Teil der mainfränkischen Juden aus Transport Da 49 Anfang Juni 1942 ins Vernichtungslager Sobibor verbracht wurde.
Alle 852 jüdischen Bürger, die am 25. April 1942 Würzburg verließen, wurden innerhalb weniger Monate im Raum Lublin ermordet – durch die gezielt herbeigeführten katastrophalen Zustände in den Zwischenlagern bzw. Ghettos, oder schließlich in den Gaskammern der nahegelegenen Vernichtungslager.
In Ermershausen waren lediglich drei Mitglieder der jüdischen Gemeinde zurückgeblieben. Sie deportierte man am 9. Juni 1942 in „Jüdische Altenheime“ nach Würzburg und Schweinfurt, wo einer verstarb, und am 23. September 1942 die beiden Überlebenden weiter ins Ghetto Theresienstadt. Als Letzter der 1942 aus Ermershausen verschleppten jüdischen Bürger starb dort Simon Sachsendorfer am 27. März 1943 durch die menschenunwürdigen Haftbedingungen an Hunger und Krankheit.
Über die Reaktionen der anderen Ermershäuser Einwohner auf das Schicksal ihrer jüdischen Mitbürger gibt es unterschiedliche Überlieferungen. Einerseits wurde etwa einer jüdischen Familie am Laubhüttenfest zur Demütigung ein totes Schwein in die Laubhütte gelegt. Daneben sind Raub und tätliche Angriffe, außerdem offene Schadenfreude bspw. bei der Deportation bezeugt. Auch an den Zerstörungen und Übergriffen während der Novemberpogrome 1938 beteiligten sich manche Ermershäuser tatkräftig. So ließen sie etwa jüdische Schuldbücher verschwinden und Bürgermeister Karl Bornkessel verbrannte eigenhändig die Torarollen aus der Synagoge. Auf der anderen Seite gab es aber auch Mitleid und mutiges Einschreiten für die Juden, wie das regelmäßige, heimliche Zustecken von Nahrung. Der Taxifahrer Will hat jüdische Frauen während der Novemberpogrome versteckt und in Sicherheit gebracht. Der Metzger Max Krämer (1909–1974) hat am selben Tag die jüdische Familie Zeilberger – sein Arbeitgeber – und deren Besitz mit einem Beil bewaffnet gegen SA-Männer verteidigt.
Der Ermershäuser Jude Manfred Zeilberger (alias Fred Berger) wanderte 1937 auf Anraten seiner christlichen Schulfreunde nach Amerika aus. Seine Schwester folgte ihm später, sein Bruder und seine Eltern blieben jedoch in Ermershausen, da das Geld nicht für die Auswanderung der ganzen Familie ausreichte, und wurden im Holocaust ermordet. Er erinnerte sich später an ein gutes Miteinander der jüdischen und christlichen Bürger in Ermershausen vor der Zeit des nationalsozialistischen Regimes und machte vor allem den 1930 nach Ermershausen gekommenen Lehrer und späteren Bürgermeister Siegfried Arnold für die Verbreitung des Antisemitismus im Ort verantwortlich. Manfred Zeilberger kam 1945 als amerikanischer Soldat zurück nach Ermershausen und suchte vergeblich nach den Gräbern seiner Familienangehörigen. Er half im Juni 1945 dabei, dass zwei jugendliche Wehrmachtssoldaten aus der Region, Hans Albert aus Sternberg und Hugo Kriegsmann aus Serrfeld, aus amerikanischer Kriegsgefangenschaft in der Pfalz freikamen.
Manche ausgewanderte Juden aus Ermershausen hielten nach dem Krieg noch Kontakt zu Freunden aus dem Ort und besuchten zusammen mit ihren Nachfahren die ehemalige Heimat. Andere waren verbittert und betraten nie mehr deutschen Boden. Aus der Nachkriegszeit sind Gerichtsverfahren zwischen ehemaligen jüdischen Bewohnern bzw. deren Nachkommen und Ermershäuser Bürgern dokumentiert, welche sich mit der unrechtmäßigen Enteignung bzw. Aneignung unter Wert von Grundstücken, Immobilien und Wertsachen während der NS-Zeit beschäftigten (siehe Restitution).

#### Synagoge und jüdische Schule

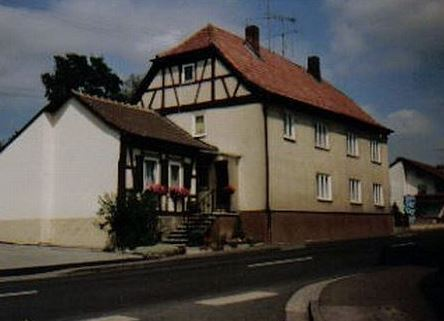
Ehemalige Synagoge (rechts) und jüdische Schule (Anbau links)

Spätestens seit 1761 gab es in Ermershausen eine Synagoge, für die bei den Herren von Hutten in Birkenfeld Schutzgeld bezahlt werden musste. Etwa 1850 wurde eine neue Synagoge gebaut, deren Gebäude bis heute an der Hauptstraße steht (Lage). Der Gottesdienst fand im Erdgeschoss statt, im Obergeschoss befand sich die Lehrerwohnung und im Anbau nördlich des Gebäudes konnte man bis in die 1970er Jahre die Mikwe erkennen.
1783 wurde erstmals ein jüdischer Lehrer in Ermershausen erwähnt. Zuletzt fand der Unterricht in dem kleinen Anbau neben der Synagoge statt. Haben jüdische Schüler ursprünglich sowohl die öffentlichen als auch die jüdischen Schulen besucht, wurden sie beginnend 1933 (Gesetz gegen die Überfüllung deutscher Schulen u. Hochschulen) und schließlich vollständig nach den Novemberpogromen 1938 von Ersteren ausgeschlossen.
David Kissinger (1860–1947) lebte viele Jahrzehnte in Ermershausen und lehrte von 1883 bis 1929 an der hiesigen jüdischen Schule. Er heiratete die ortsansässige Karolina „Lina“ Zeilberger (1863–1906) und 1887 kam ihr gemeinsamer Sohn Louis Kissinger (1887–1982) in Ermershausen zur Welt. Die drei Genannten sind die Großeltern bzw. der Vater vom Friedensnobelpreisträger und ehemaligen US-Außenminister Henry Kissinger (1923–2023). Karolina Kissinger (geb. Zeilberger) liegt auf dem jüdischen Friedhof in Ermershausen begraben.

#### Jüdischer Friedhof Ermershausen
Der jüdische Friedhof Ermershausen wurde ca. 1830 eingeweiht und befindet sich rund 900 m südöstlich des Ortszentrums (Lage). Es befinden sich über 220 Grabsteine von Ermershäuser und Maroldsweisacher Juden auf dem Friedhof, der letzte aus dem April 1937. Das letzte Begräbnis fand im Oktober 1940 statt, ohne Grabstein.
Siehe Hauptartikel: Jüdischer Friedhof (Ermershausen)

### Zeit der Deutschen Teilung
Die Grenze zu Thüringen liegt nur 1,6 km Luftlinie nördlich des Ortskerns von Ermershausen. Sie stellt rund 5 km (etwa 30 %) der knapp 17 km langen Gemeindegrenze dar. Somit war Ermershausen stark von der über 40-jährigen deutschen Teilung und der innerdeutschen Grenze beeinflusst. Jahrhundertealte Verbindungen, persönliche wie wirtschaftliche, ins nahe fränkisch geprägte Südthüringen waren lange unterbrochen und die Lage im Zonenrandgebiet brachte Nachteile mit sich. Auch die latente Bedrohung durch einen potentiellen neuen Krieg aufgrund der unmittelbaren Lage am Eisernen Vorhang während des Kalten Kriegs und die dadurch bedingte hohe Militärpräsenz in der Region (Kasernen und Manöver) seien nicht unerwähnt.

#### Grenzsicherung und Einheiten auf westlicher Seite
Im Gegensatz zu den im Laufe der Zeit aufwändig ausgebauten Grenzsicherungsanlagen der DDR gab es auf westlicher Seite lediglich geringfügige bauliche Maßnahmen. Die Markierung des Grenzverlaufs bestand neben den im Boden eingelassenen alten Grenzsteinen zunächst nur aus weiß-gelben Holzpfählen. Später ersetzte man diese durch blau-weiße Pfosten, von denen einige Schilder mit der Aufschrift „Landesgrenze“ trugen. Farben und Begriff wurden bewusst gewählt und sollten signalisieren, dass diese Grenze von der BRD nicht als Staatsgrenze, sondern lediglich als Grenze zwischen Bundesländern eines einzigen Deutschlands betrachtet wird. Die Grenzanlagen der DDR lagen vollständig auf ostdeutschem Gebiet. Zwischen diesen und der tatsächlichen Grenze lag das sogenannte „Niemandsland“, welches aber fälschlicherweise so bezeichnet wurde, da es zur DDR gehörte. Dessen Betreten, auch unbewusst durch Unwissende, wurde von der DDR als Grenzverletzung betrachtet und konnte gefährlich enden. Daher wurden vom Bundesgrenzschutz zur Verdeutlichung des Grenzverlaufs weitere Schilder auf rot-weißen Pfosten mit der Aufschrift „Halt! Hier Grenze“ bzw. „Halt Hier Zonengrenze“ aufgestellt. Parallel zur Grenze führte auf bayerischer Seite oftmals ein Trampelpfad, der bei Patrouillengängen genutzt wurde. Gleiches gilt für einfache kleine Schutzhütten.
Für die Grenzsicherung auf westlicher Seite war zunächst nur die US-Armee zuständig. Schon 1946 wurde die Bayerische Grenzpolizei (BGP) gegründet, welche dieser anfangs unterstand und Grenzsicherungsaufgaben wie auch allgemeine Polizeiaufgaben übernahm. Ermershausen gehörte zum Bereich der Grenzpolizeistation Maroldsweisach. Weiterhin waren Einheiten des Zolls (ab 1947 Zollgrenzschutz bzw. ab 1949 Grenzaufsichtsdienst) für die Überwachung des Warenverkehrs an der Zollgrenze verantwortlich. Dienst- und gleichzeitig Wohnsitz der örtlichen Zöllner war die Grenzaufsichtsstelle Ermershausen. Dieses Gebäude (Lage) wird auch heute noch im Volksmund „Zollhaus“ genannt. Als dritte westdeutsche Behörde war der 1951 gegründete Bundesgrenzschutz (BGS) an der Grenze tätig. Ermershausen fiel in den Zuständigkeitsbereich des BGS-Standorts Oerlenbach.

#### Frühphase 1945 bis 1961
Ermershausen und auch die angrenzenden Gebiete in Thüringen wurden in der Endphase des Zweiten Weltkriegs im April 1945 von der US-Armee eingenommen. Bereits 1944 hatten die Alliierten im Londoner Protokoll festgelegt, dass Thüringen von der Sowjetunion und Bayern von den Westmächten besetzt wird. Nach dem Ende des Kriegs in Europa Anfang Mai 1945 zog sich die US-Armee dementsprechend Anfang Juli 1945 aus Thüringen zurück und sowjetische Einheiten folgten als Besatzer. Ermershausen lag also in der Amerikanischen Besatzungszone, Schweickershausen in der Sowjetischen Besatzungszone und die Grenze galt als „Zonengrenze“ bzw. „Demarkationslinie“. Im Oktober 1945 zog sich die Rote Armee aus noch unbekannten Gründen vorübergehend wieder aus dem Heldburger Land zurück. Dadurch entstanden Bestrebungen, diese Region von Thüringen loszulösen und an Bayern anzugliedern. Angeführt wurden entsprechende Aktivitäten vom damaligen kommissarischen Bürgermeister von Heldburg Helmut Steltzner. Sie blieben jedoch erfolglos.
Die Bewegungsfreiheit war seit der Besatzung im April 1945 grundsätzlich auf beiden Seiten der Grenze eingeschränkt. Wer die Umgebung seines Wohnortes verlassen wollte, benötigte einen triftigen Grund und einen dementsprechenden Passierschein. Zur Überschreitung der Grenzen der Besatzungszonen (Interzonenverkehr), wurde von 1946 bis 1953 die Erlaubnis in Form des Interzonenpasses benötigt. Dies galt anfangs auch für die Grenzen der drei westlichen Besatzungszonen, bevor diese 1947 zur Bizone bzw. 1948 zur Trizone zusammengelegt wurden. Für die Grenzkontrolle waren anfangs ausschließlich die Militärs, also US-Armee und Rote Armee (ab 1946 als Sowjetarmee bezeichnet) zuständig. Schnell wurden jedoch den Militärs untergeordnete Polizeiverbände gegründet, die bei dieser Aufgabe unterstützten. Auf Ermershäuser Seite war dies 1946 die bereits erwähnte Bayerische Grenzpolizei. In der Sowjetischen Besatzungszone wurden 1945 die Deutsche Volkspolizei und 1946 die Deutsche Grenzpolizei aufgestellt. Aus letzterer gingen schließlich 1961 die Grenztruppen der NVA (ab 1973 als Grenztruppen der DDR bezeichnet) hervor, welche die Hauptlast der Grenzabsicherung übernahmen.
Die Grenze war in dieser Frühphase noch wenig streng bewacht und relativ durchlässig für illegalen Übertritt. In der Anfangsphase überschritten sie noch viele, die vor der Roten Armee flohen sowie Vertriebene aus den ehemaligen Deutschen Gebieten. Dann kamen solche, die vor den wirtschaftlichen und politischen Entwicklungen in der Sowjetischen Besatzungszone bzw. später in der DDR flohen dazu. Weiterhin entwickelte sich in beide Richtungen der Grenze ein reger Warenschmuggel, das sogenannte „Schwärzen“. Dass der illegale Grenzübertritt dennoch ein mitunter gefährliches Unterfangen war, zeigt der Fall des Viehhändlers Edwin Schild aus Westhausen: Er wurde im März 1947 im Grenzgebiet von Ermershausen in der Nähe der Weinstraße von einem westdeutschen Grenzschützer erschossen.
Die ersten umfangreicheren baulichen Maßnahmen zur Grenzsicherung erfolgten 1947, als die Sowjets entlang der Grenze erste Waldschneisen abholzten, Straßensperren errichteten und abschnittsweise Stacheldraht verlegten. Ab 1949 kamen noch Wachtürme aus Holz hinzu.
Mit der Gründung der beiden deutschen Staaten BRD und DDR im Jahre 1949 wurde die Grenze zwischen den Besatzungszonen nun formal zur Staatsgrenze, wenn sie auch erst viel später von beiden Seiten als solche anerkannt wurde. Die hohe Zahl an Flüchtlingen gen Westen waren für die DDR ein großes Problem. 1950 wurde das Ministerium für Staatssicherheit (MfS oder auch „Stasi“) gegründet, zu dessen Hauptaufgaben die Grenzsicherung zählte. Anfang der 1950er Jahre wurden von der DDR eine Reihe von Gesetzen erlassen, die den legalen Grenzübertritt bzw. das dauerhafte Verlassen der DDR erschwerten und den illegalen Grenzübertritt streng bestraften (Republikflucht bzw. ungesetzlicher Grenzübertritt). Damit sollte der Flüchtlingsstrom eingedämmt werden.
Am 6. August 1951 kam es an der Grenze bei Ermershausen zu einem nennenswerten Vorfall: Eine Gruppe von etwa 250 Personen versuchte die Grenze in Richtung Osten zu überqueren, um an den Weltjugendspielen in Ost-Berlin teilzunehmen. Sie wurden von westdeutschen Beamten daran gehindert, worauf es zu gewaltsamen Ausschreitungen und Verletzten auf beiden Seiten kam.
1952 erfolgte auf Befehl der DDR-Regierung eine deutlich verschärfte Abriegelung. Entlang der Grenze wurde ein durchgängiger 1,20 m hoher Stacheldraht-Zaun und ein 10 m breiter gepflügter sogenannter „Kontrollstreifen“ errichtet. Dieser wurde auch „Todesstreifen“ genannt, da die Grenze mit Waffengewalt bewacht wurde (siehe: Schießbefehl). Außerdem wurden ein 500 m breiter „Schutzstreifen“ und ein 5 km tief ins Hinterland reichendes Sperrgebiet eingerichtet. Für Zutritt und Aufenthalt in beiden Gebieten waren jeweils entsprechende Passierscheine bzw. Genehmigungen erforderlich. Schweickershausen lag, wie das gesamte Heldburger Land, im Sperrgebiet. Einige missliebige Bewohner des Sperrgebiets wurden 1952 und 1961 zwangsumgesiedelt („Aktion Ungeziefer“). Hiervon betroffen waren etwa 400 Einwohner des Heldburger Lands, unter ihnen auch Schweickershäuser. Drei unweit von Ermershausen liegende Dörfer wurden in den folgenden Jahrzehnten von der DDR-Regierung zum Zweck der Grenzsicherung sogar komplett ausgelöscht: Leitenhausen, Erlebach und Billmuthausen.
Durch die Maßnahmen von 1952 wurde der illegale Grenzüberschritt deutlich erschwert und der rege Schmuggel kam weitestgehend zum Erliegen.
1957 kam es zu einem dreitägigen Besuch einer größeren Gruppe von Ermershäusern im nahen Thüringer Ort Rieth mit Festabend, Fußballspiel und Gottesdienst.
Um die Abriegelung der Grenze weiter voranzutreiben, wurden 1958 in der DDR die sogenannten „freiwilligen Helfer der Grenztruppen“ gegründet. Diese Zivilisten waren in grenznahen Gebieten zu finden und hatten die Aufgabe, Fluchtversuche frühzeitig aufzudecken und zu vereiteln.

#### Vom Mauerbau 1961 bis 1989
In den 1950er Jahren war eine Ausreise aus der DDR noch relativ einfach möglich und die Grenze verhältnismäßig durchlässig. Nachdem die Emigration aus der DDR trotz der bisherigen Maßnahmen aber weiter zunahm, wurde die Grenze ab 1961 komplett abgeriegelt: In Berlin wurde die Mauer und an der innerdeutschen Grenze aufwändige Grenzsicherungsanlagen auf dem Gebiet der DDR errichtet. Offiziell begründete man dies mit dem notwendigen Schutz vor westlichen Spionen, Saboteuren, Menschenhändlern und weiteren Feindseligkeiten von außen (siehe: Antifaschistischer Schutzwall). Eine legale Ausreise aus der DDR wurde nur noch in äußerst seltenen Fällen genehmigt, in der Regel hatten Antragsteller mit Schikanen und erheblichen persönlichen Nachteilen für sich und die ganze Familie zu rechnen.
Zwischen Ermershausen und Schweickershausen wurde, wie auf weiten Strecken der Grenze, ein zweireihiger Stacheldrahtzaun mit dazwischenliegendem Minenfeld errichtet. Außerdem wurden eine etwa 100 m breite Schneise abgeholzt und ein 6 m breiter geeggter Kontrollstreifen zur Spurensicherung angelegt. Im Bereich um Schweickershausen bzw. Ermershausen wurden diese Ausbauarbeiten 1963 abgeschlossen. Der Bereich wurde als Grenzabschnitt 46 bezeichnet. Die Menschenfeindlichkeit der neuen Maßnahmen zeigte sich schon 1962, als nahe Ermershausen (bei Schwanhausen) ein Pionier der NVA bei Verlegearbeiten durch eine explodierende Mine Teile der Hände verlor und schwere Gesichtsverletzungen erlitt. Ein weiteres Minenopfer in der Region wurde 1967 dokumentiert, als der DDR-Bürger Hasso Schüttler zwischen Rieth und Zimmerau von einer Mine getötet wurde.
In den folgenden Jahrzehnten wurden die Grenzbefestigungen immer weiter ausgebaut, überarbeitet und verbessert. Von 1964 bis 1966 wurde ein Fahrzeugsperrgraben errichtet und runde Betonwachtürme ersetzten die bisherigen Holztürme. Ab 1965 wurde ein Fahrweg für Patrouillenfahrten der Grenztruppen angelegt, der ab 1968 mit Betonplatten befestigt wurde. Dieser wird als Kolonnenweg bezeichnet und ist in weiten Teilen heute noch erhalten. Weiterhin wurden Mitte der 1960er Jahre Beobachtungsbunker sowie Hundelaufanlagen erstellt und ab 1966 der zurückgesetzte Hinterlandzaun. Bei dessen Berührung lösten Fluchtwillige durch elektrische Kontakte bereits weit vor der eigentlichen Grenze stillen Alarm aus. Neben den baulichen Maßnahmen wurden die Strafen für illegalen Grenzübertritt bzw. Fluchtversuche weiter verschärft.
1966 fand die Eröffnung des etwa 8 km von Ermershausen entfernten der Bayernturms in Zimmerau statt. Dieser zog viele Touristen an und ermöglichte einen Blick auf die Grenzanlagen und das nahe Thüringen, wo der Turm als „Thüringer Blick“ bezeichnet wurde.
Die Bautätigkeiten Ende der 1960er Jahre umfassten bspw. das Aufstellen von DDR-Grenzsäulen. Außerdem wurden die beiden Reihen Stacheldrahtzaun durch Streckmetallzaun und die Holzminen durch modernere Plastikminen ersetzt. Anfang der 1970er Jahre begann die Errichtung eines einreihigen 3,20 m hohen Streckmetallzauns, an dessen zur DDR gerichteten Seite Selbstschussanlagen Typ SM-70 angebracht wurden. Dieser Zaun wurde bei Ermershausen Ende der 1970er Jahre installiert. Ab 1976 entstanden viereckige Betontürme mit Suchscheinwerfer, statt der vorherigen runden Form.
Ab Mitte der 1980er Jahre wurden auf Druck der BRD die todbringenden Minen und Selbstschussanlagen geräumt bzw. wieder abgebaut. Stattdessen wurde ein 2,50 m hoher Grenzsignalzaun aus Streckmetall und Stacheldraht-Elementen errichtet, der, ähnlich wie der Hinterlandzaun, bei Berührung Alarm auslöste. Weiter kamen Signalraketen zum Einsatz, die durch Stolperdrähte ausgelöst wurden. Durch diese Maßnahmen wurde die Grenze zwar weniger tödlich, aber nicht minder undurchlässig.
In den 1980er Jahren ist der Ermershäuser Bürger Hermann Hennig mehrfach illegal über die Grenze in die DDR eingedrungen, wo er jeweils festgenommen, kurz inhaftiert und wieder zurückgebracht wurde. Mitte der 1980er wurde nahe Ermershausen, bei Allertshausen, von der Bayerischen Grenzpolizei ein verlassenes Fahrzeug im Wald aufgefunden. Wie sich herausstellte, stand ein DDR-Spion, der beim US-Militär in Ramstein beschäftigt war, kurz vor seiner Enttarnung und flüchtete in die DDR. Ein junger geflüchteter Soldat der Grenztruppen wurde 1986 am Aussiedlerhof der Familie Höhn nördlich von Ermershausen aufgefunden. Er schoss auf einen seiner Kameraden, um sich so die Flucht zu ermöglichen und wurde dafür später vom Landgericht Bamberg verurteilt. 1988 wurde ein Spion (im DDR-Jargon „Kundschafter des Friedens“), welcher als Wanderer getarnt war, bei Winhausen (nahe Birkenfeld) als solcher erkannt und konnte bei der Fuchsmühle festgenommen werden. Es wird vermutet, dass dieser durch eine nahegelegene sogenannte operative Grenzschleuse aus der DDR über die Grenze in den Westen kam. 1989 ging ein ehemaliger DDR-Grenzsoldat, der 1988 in den Westen flüchtete, wieder zurück in die DDR, wo er als Fahnenflüchtiger festgenommen wurde. Der Übertritt von West nach Ost geschah im Grenzbereich zwischen Ermershausen und Hellingen.

#### Grenzöffnung 1989 und Folgezeit
Der Fall der Berliner Mauer und die einhergehende Öffnung der innerdeutschen Grenze am 9. November 1989 nach knapp 30 Jahren strikter Abriegelung kam überraschend und wurde als Sensation gefeiert. Die ersten Besucher aus der DDR kamen ins Ermershäuser Gebiet über die in den 1970er Jahren im Rahmen des kleinen Grenzverkehrs geschaffenen Grenzübergänge Eußenhausen/Meiningen und Rottenbach/Eisfeld. Die Menschen besuchten sich nach Jahrzehnten der Trennung gegenseitig in Ost und West und feierten das Wiedersehen und die wiedererlangte Freiheit. In den grenznahen Gebieten kam es kurz nach der Grenzöffnung nicht selten zu Verkehrschaos und kilometerlangen Trabi-Staus. In den Folgemonaten wurden mehr und mehr Ortsverbindungsstraßen zwischen Ost und West wieder geöffnet. Die Grenztore zwischen Ermershausen und Schweickershausen wurden am 26. Dezember 1989 feierlich aufgestoßen und es fand ein gemeinsamer Festgottesdienst in Schweickershausen statt.
Im Sommer 1990 wurden die Grenzkontrollen und Patrouillen an der innerdeutschen Grenze beendet, die deutsche Wiedervereinigung stand kurz bevor. Die Grenzanlagen wurden weitgehend abgetragen. Heute sind nur noch Reste davon erhalten, welche oftmals unter Denkmalschutz stehen. Zwischen Ermershausen und Schweickershausen befindet sich bspw. an der Verbindungsstraße das Grenzdenkmal Schweickershausen.
Ein besonderes Problem stellen die verlegten Minen dar. Diese wurden zwar ab Mitte der 1980er Jahre durch die DDR geräumt und nach der Grenzöffnung fand bis Ende 1995 eine Nachsuche statt, dennoch blieben rund 33.000 Minen entlang der gesamten Grenze verschollen. Mögliche Gründe sind bspw. Verwitterung alter Holzminen, Auslösung durch Wildtiere oder Lageänderung durch Bodenbewegung oder Hochwasser. Daher besteht nach wie vor, auch im Grenzgebiet bei Ermershausen, ein gewisses Restrisiko.
Im Geländestreifen entlang der Grenze finden sich viele seltene und geschützte Tier- und Pflanzenarten. Dies erkannte man bereits lange vor der Grenzöffnung und ab 1989 etablierte man das Naturschutzprojekt Grünes Band Deutschland, um diese Artenvielfalt zu erhalten.

### Gebietsreform

#### Vorgeschichte 1971–1978
Durch die Gebietsreform in Bayern wurden die Landkreise und Gemeinden neu gegliedert und deren Anzahl durch Fusionen deutlich reduziert. Zielsetzung war eine leistungsfähigere und effizientere Verwaltung. Die Gebietsreform wurde 1967 von der regierenden CSU (Kabinett Goppel II) beschlossen und von 1971 bis 1980 durch das Bayerische Innenministerium umgesetzt.
Ermershausen war zunächst im August 1971 betroffen. Der Gemeinderat lehnte den Vorschlag der Staatsregierung, dem Bezirk Oberfranken eingegliedert zu werden, ab. Stattdessen sprach man sich für einen Verbleib in Unterfranken in einem neu zu schaffenden Landkreis aus. So wurde Ermershausen, bisher Landkreis Hofheim, im Juli 1972 Teil des neu gegründeten Landkreises Haßberge. Im April 1973 stimmte man einer Eingliederung der bisher eigenständigen Gemeinden Birkenfeld und Dippach nach Ermershausen zu. Die Umsetzung erfolgte zum 1. Juli 1973 und wurde im September in einem Festakt gefeiert.
Im Jahr 1973 empfahl das Landratsamt Haßberge der Gemeinde Ermershausen eine Eingemeindung nach Maroldsweisach. Dies wurde vom Gemeinderat um Bürgermeister Adolf Höhn einstimmig abgelehnt und der Anschluss an die Verwaltungsgemeinschaft Hofheim als eigenständige Gemeinde favorisiert. Die Eigenständigkeit wollten die Ermershäuser unbedingt erhalten. Die Gründe hierfür sind vielfältig: Oberstes Ziel war das demokratische Prinzip der Selbstbestimmung, auch auf kommunaler Ebene (siehe: Subsidiaritätsprinzip). Der Gemeinderat und die Bürger wollten ihre Unabhängigkeit und die damit einhergehende Entscheidungs- und Handlungsfreiheit beibehalten und Fremdbestimmung verhindern. Die von der Staatsregierung definierten formalen Bedingungen für eine Eigenständigkeit erfüllte Ermershausen. Weiterhin war der Ort durch ertragreiche Quellen (bspw. den Gemeindewald) finanziell stabil und konnte dadurch ausgiebig in seine Infrastruktur investieren. Durch eine Eingemeindung nach Maroldsweisach befürchtete man finanzielle Nachteile und eine Vernachlässigung bzw. den Abbau der eigenen Infrastruktur zugunsten des Nachbarortes, der bereits zahlreiche Gemeindeteile zu unterhalten hatte. Auch die verhältnismäßig geringen sozialen Kontakte zum Nachbarort Maroldsweisach waren ein Grund für die ablehnende Haltung. Dies liegt unter anderem darin begründet, dass bereits seit Beginn des 19. Jahrhunderts eine wichtige Verwaltungsgrenze zwischen den Ortschaften verlief: die Grenze zwischen den Landkreisen Ebern und Hofheim (vormals Landgerichte bzw. Bezirksämter).
Von 1974 bis 1975 bemühte sich die Gemeinde Ermershausen mit den zuständigen Stellen des Freistaates Bayern, des Bezirks Unterfranken und des Landkreises Haßberge einen Kompromiss zu finden. So wurden bspw. Gespräche geführt mit Innenminister Bruno Merk, Landrat Walter Keller und Regierungsrat Rudolf Handwerker. Eine Befragung der Ermershäuser Bürger (mit Birkenfeld und Dippach) im September 1975 ergab, dass 97,7 % für die Eigenständigkeit und davon 88,4 % für den Anschluss an die Verwaltungsgemeinschaft Hofheim sind. Mit dem Landratsamt einigte sich der Ermershäuser Gemeinderat auf den Kompromiss einer Verwaltungsgemeinschaft mit Maroldsweisach, was jedoch von der Bezirksregierung um Philipp Meyer abgelehnt wurde. Diese bestand weiterhin auf die Eingemeindung.
Eine Einigung war nicht absehbar und der Termin der Eingemeindung 1. Mai 1978 rückte näher. Daher versuchte der Gemeinderat ab August 1976 mit Hilfe einer Rechtsanwaltskanzlei gerichtlich dagegen vorzugehen. Mehrere Klagen, Anträge und Beschwerden wurden eingereicht, u. a. beim Bayerischen Verwaltungsgerichtshof und dem Bundesverfassungsgericht.
Am 1. Mai 1978 trat die Verfügung der Regierung von Unterfranken in Kraft und Ermershausen wurde nach Maroldsweisach eingemeindet. Kurz zuvor beauftragte eine Bürgerversammlung den Bürgermeister Höhn und den Gemeinderat, die Geschäfte kommissarisch weiterzuführen. Die geforderte Herausgabe von Akten und die Verfügung über Gemeindevermögen wurde abgelehnt, da es noch offene Gerichtsverfahren gab. Am 12. Mai 1978 versuchten Vertreter des Markts Maroldsweisach, die Standesamtsakten aus dem Ermershäuser Rathaus zu holen. Ermershäuser Bürger hinderten sie daran.

#### Der „Polizeiüberfall“ vom 19. Mai 1978
Der seit Mai 1977 amtierende Bayerische Innenminister Alfred Seidl beschloss die gewaltsame Übernahme der Akten durch den Einsatz der Polizei. Am frühen Morgen des 19. Mai 1978 gegen 03:30 Uhr begann die Aktion. Kurz zuvor wartete man noch ab, bis eine größere Gruppe Jugendlicher mit einem Reisebus für eine Urlaubsreise das Dorf verlassen hatte. Dann rückten hunderte bewaffnete Polizeibeamte an und bildeten in voller Schutzmontur (Helm, Schild, Schlagstock) eine Sperrkette um das Rathaus samt Vorplatz und Kirche. Einige Beamte trugen Dienstwaffen. Krankenwagen, Gefangenentransporter und Lichtgiraffen waren im Einsatz, Krankenhäuser der Umgebung wurden in Alarmbereitschaft versetzt und die Straßen um Ermershausen wurden weiträumig abgesperrt. Die Polizei drang gewaltsam ins Rathaus ein und transportierte alle Akten und Unterlagen mit einem LKW ab in Richtung Maroldsweisach. Insgesamt waren in dieser Nacht 1.840 Beamte der Bereitschafts- und Landespolizei im Einsatz, gegenüber ca. 600 Dorfbewohnern.
Die beiden von den Ermershäusern organisierten Nachtwachen konnten die Bevölkerung wegen der Abriegelungen nicht wie geplant per Kirchturmglocken oder Sirene warnen und liefen stattdessen laut rufend durch den Ort. Die alarmierten Einwohner eilten zum Rathausplatz und versammelten sich dort. Bürgersprecher Höhn benachrichtigte die Presse, welche auf Feldwegen die Absperrungen der Polizei umfahren musste, um nach Ermershausen durchzudringen. Hilflos, schockiert, trauernd und wütend mussten die Ermershäuser den Polizeieinsatz mit ansehen. Einen Baumstamm und ein altes Auto, welches als Übungsobjekt für die Feuerwehr dienen sollte, legten sie als Straßensperre und Barrikade quer auf die Bundesstraße. Das Auto wurde mit Stroh gefüllt und angezündet. Spontan bildete sich eine Gruppe, welche aus Protest und öffentlichkeitswirksam zur nahen Grenze zur DDR zog, um überzusiedeln. Schließlich herrsche auf beiden Seiten ein „Unrechtsstaat“. Die Grenztruppen der DDR hätten das Tor als Willkommens-Geste schon geöffnet. Bürgersprecher Höhn schritt ein und konnte die Einwohner von ihrem Vorhaben abbringen.
Die Ermershäuser waren tief erschüttert und wütend über diesen gewaltsamen Polizeieinsatz, der als überhart und willkürlich empfunden wurde. Sie verloren das Vertrauen in die ausführende Staatsgewalt und die Regierung, welche in ihren Augen ungerecht, heimtückisch und undemokratisch gegen den Willen der Bürger handelten. Das Geschehen dieser Nacht wird in Ermershausen bis heute als „Polizeiüberfall“ bezeichnet und verstärkte oder erweckte erst den Widerstandswillen und die Hartnäckigkeit der Bewohner, die sich in den folgenden Jahren noch zeigen sollten.
In zahlreichen Gemeinden Bayerns gab es Schwierigkeiten und Probleme mit der Umsetzung der Gebietsreform, aber ein solcher Vorfall war beispiellos. Regelmäßige Aktionen der Ermershäuser in den folgenden Jahren und zahlreiche Medienberichte über die Vorkommnisse dieser Nacht und deren Folgen, bspw. vom Bayerischen Rundfunk, der Süddeutschen Zeitung, der Tagesschau oder der Bild-Zeitung, führten zu überregionaler Bekanntheit des „Rebellendorfs“ Ermershausen. In Anlehnung an die über viele Jahre entlang der Bundesstraße aufgehängten Spruch-Banner entstand auch der scherzhafte Name „Betttuchhausen“.

#### Widerstand und Protest während der Zeit als Gemeindeteil (1978–1989)
Die „von oben“ aufgezwungene Zusammenarbeit zwischen Ermershausen und Maroldsweisach gestaltete sich freilich schwierig, wozu beide Seiten beitrugen. Der Maroldsweisacher Gemeinderat strich bereits kurz nach der Eingemeindung bspw. die Zuschüsse für den Bau des Betsaals und der Mehrzweckhalle, welche vom Ermershäuser Gemeinderat noch vor seiner Entmachtung bereits bewilligt wurden. Die Bestellung der neuen Kirchenglocken wurde storniert und schließlich von den Ermershäusern mittels Spenden finanziert und so die Beschaffung doch noch zu Ende gebracht. Die Ermershäuser lehnten jeglichen Einfluss des Nachbarortes ab und Aufgaben der Gemeindeverwaltung wurden eigenständig organisiert und unentgeltlich übernommen. Dazu zählen bspw. der Unterhalt kommunaler Gebäude und Einrichtungen, Reparaturen am Trinkwassernetz und der Kanalisation und der Winterdienst. Forstarbeitern warf man Raubbau vor und verjagte sie gewaltsam aus dem hochgeschätzten Gemeindewald. Besuche auf den Ämtern in Maroldsweisach (Passamt, Standesamt) vermieden die Ermershäuser oder wichen nach Möglichkeit auf andere Amtsstellen aus. An Maroldsweisach fällige Gebühren wurden nicht bezahlt, bis der provozierte Gerichtsvollzieher keine andere Wahl mehr ließ. Der Markt Maroldsweisach bemühte Anwälte und Gerichte, um geltendes Recht durchzusetzen, was zu zahlreichen Verfahren und Bußgeldern führte.
Der politische Widerstand umfasste unter anderem Proteste vor dem Landtag in München und Petitionen an Politiker. Wahlen wurden boykottiert und mit kreativen Aktionen Aufmerksamkeit erzeugt. Eine der nach der Neubeschaffung 1978 abgehängten Kirchturmglocken wurde 1980 als Mahnmal auf einem Dreibein vor dem Rathaus installiert und als „Freiheitsglocke“ bei den jährlich am 19. Mai um 03:30 Uhr stattfindenden Gedenkveranstaltungen geläutet. Die Bemühungen der Ermershäuser blieben viele Jahre erfolglos.

#### Umdenken in der Politik und Wiedererlangen der Selbstständigkeit (1989–1994)
Neue Bewegung kam erst ins Spiel, als sich der damalige CSU-Kreisrat Sebastian Freiherr von Rotenhan auf Seiten der Ermershäuser einschaltete. Bereits 1986 verfasste er einen offenen Brief an Landrat Keller und ließ eine Bürgerbefragung in Ermershausen durchführen. Knapp 90 % der Ermershäuser, Birkenfelder und Dippacher sprachen sich für die Eigenständigkeit aus, bei 90 % Wahlbeteiligung. Von Rotenhan überzeugte die Ermershäuser Bürger von der Gründung eines CSU-Ortsverbandes, was 1989 geschah. Mit 274 Gründungsmitgliedern war dieser auf Anhieb der größte Verband im Landkreis, hatte großes Stimmgewicht und konnte innerparteilichen Druck aufbauen. Von Rotenhan war in der CSU wegen der nicht linientreuen Haltung umstritten und musste ein letztlich erfolgloses Parteiausschlussverfahren über sich ergehen lassen. Er konnte jedoch ironischerweise eine Russlandreise auf Kosten der Partei als Preis für die meisten neu geworbenen Mitglieder genießen.
Bürgersprecher Adolf Höhn knüpfte über die Jahre Verbindungen in alle Richtungen und warb fortwährend für Verständnis des Problemfalls und um Unterstützung seiner Ziele. Die Medien und sogar Politikwissenschaftler befassten sich mit dem Fall, brachten ihre Sympathie mit den Ermershäusern zum Ausdruck und forderten von der Politik eine Lösung. So wuchs der Druck auf die Regierenden und die CSU erwähnte erstmals 1988 mögliche Korrekturen der Gebietsreform. Als 1990 Rudolf Handwerker – auch mithilfe der Ermershäuser Stimmen – das Amt des Landrats übernahm, war keiner der für die Umsetzung der Gebietsreform in den 1970er Jahren verantwortlichen Politiker auf Kreis-, Bezirks- oder Staatsebene mehr im Amt. Höhn und von Rotenhan gewannen mit Landrat Handwerker, dem CSU-Bezirksvorsitzenden Albert Meyer, dem Regierungspräsidenten von Unterfranken Franz Vogt und dem Bayerischen Innenminister Edmund Stoiber Unterstützer.
Der entscheidende Schritt erfolgte im September 1992 mit der Änderung der Bayerischen Gemeindeordnung, die sogenannte „Lex Ermershausen“. Es wurde die Möglichkeit einer Ausgliederung geschaffen, sofern sowohl Gemeinderat als auch betroffene Bürger dem mit einer Zweidrittelmehrheit zustimmen. Die Bürgerbefragung fand am 18. Juli 1993 statt. In Ermershausen wurde die notwendige Zweidrittelmehrheit mit über 88 % deutlich erreicht, in Birkenfeld mit 51 % und Dippach mit 36 % hingegen verfehlt. Der Gemeinderat von Maroldsweisach beschloss, auch mit Hilfe der Stimmen der 1990 dort eingezogenen Ermershäuser CSU-Gemeinderäte, die Ausgliederung von Ermershausen ebenso mit der erforderlichen Mehrheit (11:4). Der Bayerische Landtag stimmte im Oktober 1993 zu.

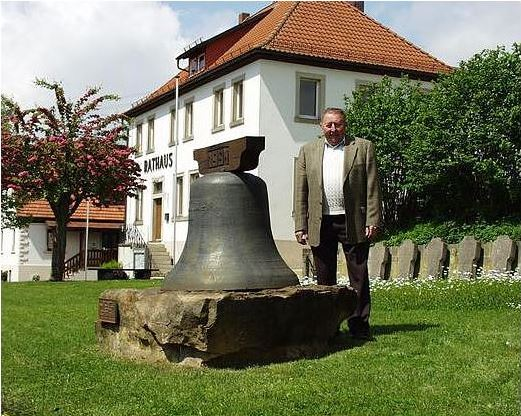
Adolf Höhn am Denkmal mit der „Freiheitsglocke“

Nach über 15 Jahren erlangte Ermershausen in der Silvesternacht zum 1. Januar 1994 seine politische Eigenständigkeit wieder. Der Posaunenchor stimmte nach den Glockenschlägen um Mitternacht das Lied „Nun danket alle Gott“ an und bei der versammelten Bevölkerung flossen bisweilen Freudentränen. Bei den Feierlichkeiten am 19. Mai 1994 wurde die als Denkmal umgestaltete „Freiheitsglocke“ enthüllt. 1994 wurde Adolf Höhn als alter und neuer Bürgermeister wiedergewählt und regierte noch bis 2002. Als Galionsfigur des „Freiheitskampfes“ und für seine Verdienste um die Gemeinde ehrte man ihn später durch die Umbenennung der Mehrzweckhalle in Adolf-Höhn-Halle und ernannte ihn 2009 zum Ehrenbürger.
Ermershausen ist heute die kleinste Gemeinde Unterfrankens und gehört der Verwaltungsgemeinschaft Hofheim an. Nach einer gewissen Übergangszeit normalisierte sich das Verhältnis zu den Nachbarn aus Maroldsweisach nach 1994 allmählich wieder. Inzwischen arbeiten die Gemeinden, Vereine und Bürger beider Orte in vielen Bereichen wieder partnerschaftlich, konstruktiv und freundschaftlich zusammen.
Für den erfolgreichen Protest gegen die Eingemeindung wurde Ermershausen im Jahr 2020 vom Bayerischen Landtag als einer der zwölf „Orte der Demokratie in Bayern“ ausgezeichnet.

### Eingemeindungen
Am 1. Juli 1973 wurden der Markt Birkenfeld und die Gemeinde Dippach eingegliedert. Beide Gemeindeteile wurden am 1. Mai 1978 anlässlich der Eingemeindung von Ermershausen nach Maroldsweisach umgegliedert. Als Ermershausen am 1. Januar 1994 wieder selbständig wurde, verblieben Birkenfeld und Dippach bei Maroldsweisach.

### Einwohnerentwicklung
Im Jahr 1840 hatte Ermershausen 561 Einwohner, 1946 betrug der Höchstwert 772 Einwohner.
Im Zeitraum 1994 (nach Wiedererlangung der Selbständigkeit) bis 2018 sank die Einwohnerzahl von 640 auf 560 um 80 Einwohner bzw. um 12,5 %. 2009 wurden nochmals 639 Einwohner erreicht, seither fällt die Einwohnerzahl kontinuierlich (Quelle: BayLfStat).

## Politik
Die Gemeinde ist Mitglied der Verwaltungsgemeinschaft Hofheim in Unterfranken.

### Gemeinderat
Der Gemeinderat hat neun Mitglieder einschließlich des Ersten Bürgermeisters.
| Wahljahr | CSU / Bürger- gemeinschaft | Freie Wähler | Ermershäuser Bürgerliste | Gesamt  |
| 2020     | -                          | 5            | 4                        | 9 Sitze |
| 2014     | -                          | 5            | 4                        | 9 Sitze |
| 2008     | -                          | 3            | 6                        | 9 Sitze |
| 2002     | 2                          | 2            | 5                        | 9 Sitze |
| 1996     | 7                          | 2            | -                        | 9 Sitze |
| 1994     | 7                          | 2            | -                        | 9 Sitze |

### Bürgermeister
Nebenamtlicher Erster Bürgermeister ist Günter Pfeiffer (Freie Wähler). Er wurde am 1. Mai 2014 Nachfolger von Werner Döhler (Ermershäuser Bürgerliste) und gewann gegen Theo Vey (Ermershäuser Bürgerliste) mit etwa 69 % der Stimmen. Am 15. März 2020 wurde er ohne Gegenkandidat mit 96,2 % der Stimmen für weitere sechs Jahre gewählt. Vorgänger von Döhler war bis 2002 Adolf Höhn (CSU/Bürgergemeinschaft).
Die bisherigen Gemeindeoberhäupter waren:
| Bürgermeister (bzw. Schultheiß) | Amtszeit            |
| ------------------------------- | ------------------- |
| Johann Adam Knauer              | 1750–1813           |
| Kaspar Diez                     | 1813–1818           |
| Wilhelm Deichmann               | 1818–1825           |
| Nikolaus Hepp                   | 1825–1834           |
| Georg Bauer                     | 1834–1837           |
| Friedrich Hubert                | 1837–1875           |
| Heinrich Müller                 | 1876–1889           |
| Ernst Schmidt                   | 1889–1917           |
| Johann Georg Grübel             | 1917–1930           |
| Johann Grübel                   | 1930–1933           |
| Siegfried Arnold                | 1933–1935           |
| Karl Bornkessel                 | 1935–1945           |
| Ernst Korn                      | 1945–1964           |
| Otto Grübel                     | 1964–1972           |
| Adolf Höhn                      | 1972–1978 1994–2002 |
| Werner Döhler                   | 2002–2014           |
| Günther Pfeiffer                | 2014 – heute        |

### Partnerschaften und Verbindungen
Der Sportverein SpVgg Ermershausen pflegt eine Freundschaft mit dem Sportverein SV Rot-Weiß Höhmühlbach aus der Pfalz. Sie entstand zur Zeit des Zweiten Weltkriegs, als Bürger aus Höhmühlbach, welches in der Nähe der Grenze zum damaligen Kriegsgegner Frankreich liegt (Rote Zone), aus Sicherheitsgründen nach Ermershausen evakuiert wurden.
Seit 1978 gibt es eine freundschaftliche Verbindung mit Unterammergau, welches sich zu diesem Zeitpunkt, ebenso wie Ermershausen, der Eingemeindung im Rahmen der Gemeindegebietsreform widersetzte. Ursprünglich von der Evangelischen Landjugend initiiert, entstand 2019 daraus eine offizielle Partnerschaft zwischen den beiden Gemeinden. Sie ist die erste dieser Art zwischen zwei bayerischen Gemeinden. Auch die Verbindungen mit Baar, Horgau und Aschendorf entstanden aus der Gemeinsamkeit, sich gegen eine ungewollte Eingemeindung zu wehren.
Seit der Grenzöffnung besteht eine Partnerschaft mit der thüringischen Nachbargemeinde Schweickershausen.
Auch zum gleichnamigen Ort Ermershausen im Main-Tauber-Kreis besteht eine Verbindung.

### Wappen
| Wappen von Ermershausen | Blasonierung: „In Rot zwei goldene Schrägbalken überdeckt von einer schräg links gestellten schwarzen Glocke“ |
| Wappen von Ermershausen | Wappenbegründung: Der rote Schild mit den goldenen Schrägbalken ist dem Wappen der Herren von Hutten entnommen, die von 1475 bis zu ihrem Aussterben 1783 in Birkenfeld ansässig waren und in deren Besitz sich Ermershausen und Birkenfeld befand. Die Glocke weist auf die alte Pfarrei von Ermershausen. Die Bronze-Glocke von 1575 (letztmalig umgegossen 1858) mit der Inschrift "Gott segne und beschütze Ermershausen" hängt nach wie vor im Glockenturm der Kirche Ermershausen. Die sogenannte "Freiheitsglocke", welche im "Kampf um die Selbstständigkeit" verwendet wurde, ist eine Stahl-Glocke aus dem Jahr 1949 und steht heute als Denkmal vor dem Rathaus. Sie wurde zum Symbol der Gemeinde, die im Zuge der Gemeindegebietsreform in den 1970er-Jahren erfolgreich um ihre Selbstständigkeit kämpfte, die sie 1994 wiedererlangte. Seitdem wird der Platz vor dem Rathaus im Volksmund „Platz der Freiheit“ genannt. Die Farbe Schwarz ist aus dem Wappen der Grafen von Henneberg genommen, die von 1317 bis 1548 die Herrschaft in Ermershausen innehatten. Das Wappen wurde von Kreisheimatpfleger Günter Lipp entworfen und wird seit 1994 geführt. |

## Religion

### Geschichte

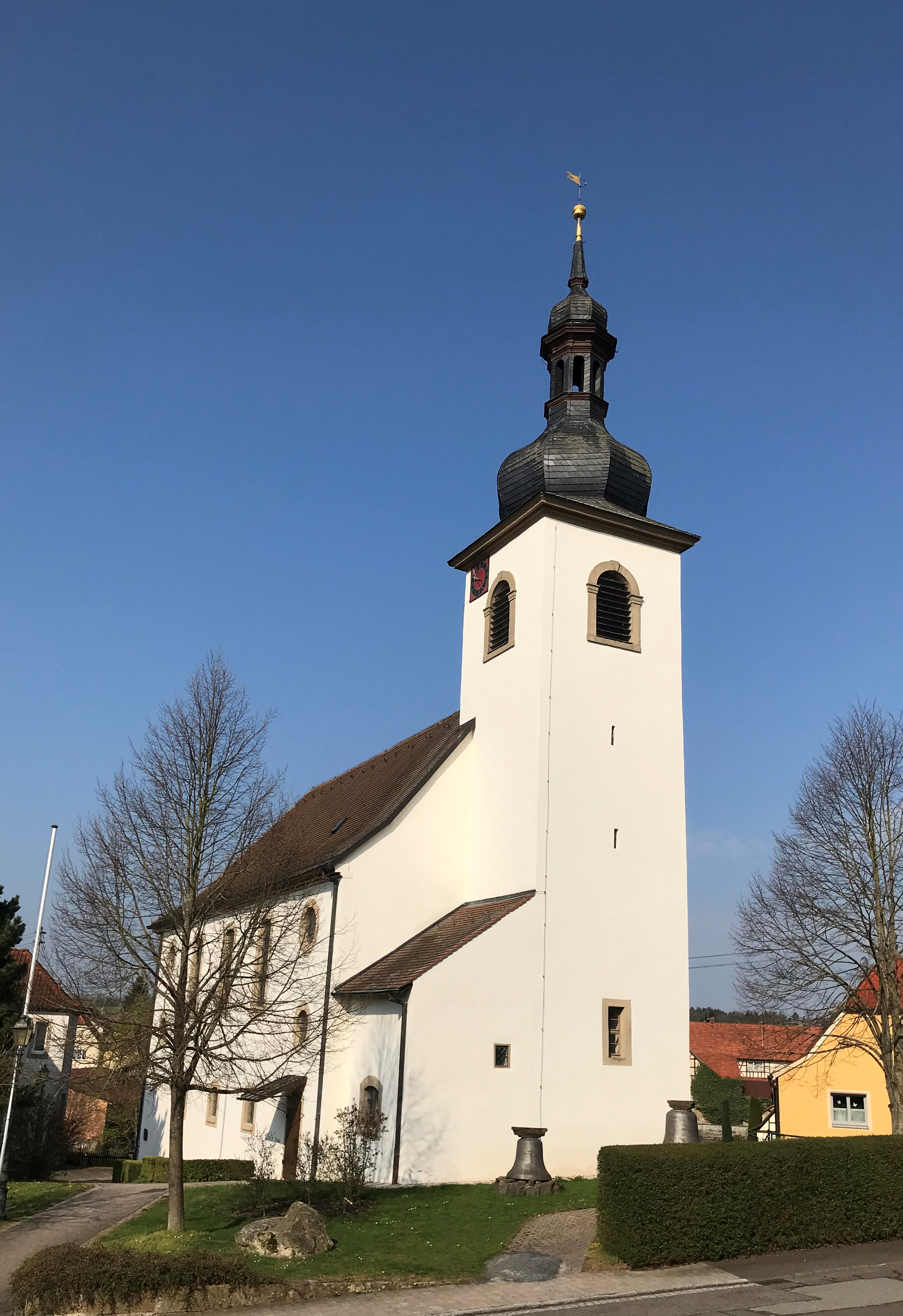
Evangelische Kirche St. Peter Ermershausen von 1744/45

Papst Gregor III. rühmte 739 Bonifatius (alias Winfried) und seine Gehilfen dafür, das östliche Frankenland, in dem Ermershausen damals lag, bekehrt und christianisiert zu haben. Im Jahr 1232 wurde eine hölzerne Kapelle in Ermershausen erwähnt, welche als Filialkirche zur Urpfarrei Pfarrweisach gehörte. 1300 wurde Ermershausen zur eigenständigen Sendpfarrei erhoben. Etwa in dieser Zeit wurde die hölzerne Kapelle durch einen steinernen Kirchenbau ersetzt. Der Sockel des Kirchturmes werden in diese Zeit datiert.
Die von Hutten aus Arnstein hatten ab 1520 mit Birkenfeld und Ermershausen einen Stammsitz mit eigenem Halsgericht aufgebaut. Sie führten 1588 die Reformation in Ermershausen ein und tauschten den Pfarrer aus. Während des Dreißigjährigen Krieges ließ 1631 der Würzburger Bischof dn katholischen Glauben wiedereinführen, schon 1632 wurde die Region von Truppen des schwedischen Königs Gustav II. Adolf besetzt und der protestantische Glaube wiederhergestellt. Die Pfarrkirche St. Peter wurde Mitte des 18. Jahrhunderts neu errichtet.
Heute (Stand: 2024) umfasst das Pfarramt Ermershausen die beiden Kirchengemeinden Ermershausen und Birkenfeld mit Dippach und gehört zum Dekanat Rügheim.
Die römisch-katholischen Gläubigen gehören der Pfarrei Maroldsweisach (Dekanat Haßberge) mit der dort ansässigen Herz-Jesu-Kirche an.

### Konfessionsstatistik
Im Jahr 1900 hatte die Landgemeinde Ermershausen 598 Einwohner, von denen 80,0 % evangelisch, 1,8 % katholisch, 17,4 % jüdisch und 0,8 % konfessionslos waren oder einer anderen Glaubensgemeinschaft angehörten.
Gemäß dem Zensus 2022 waren (Stand 2022) 72,9 % der Einwohner evangelisch, 13,4 % katholisch und 13,4 % waren konfessionslos, gehörten einer anderen Glaubensgemeinschaft an oder machten keine Angabe.

## Kultur

### Veranstaltungen
Über das Jahr hinweg finden in Ermershausen zahlreiche regelmäßige Veranstaltungen statt, wodurch das Brauchtum lebendig gehalten wird. In der Silvesternacht treffen sich um Mitternacht viele Bewohner am Rathausplatz zum Feuerwerk und Glückwünschen. Zur Faschingszeit werden vier Büttensitzungen (je zwei für Erwachsene und Kinder) und ein Faschingsumzug veranstaltet. Im März folgt ein Starkbierfest, an Ostersonntag eine DJ-Party und am Pfingstsamstag wird eine geschmückte Birke von der Dorfjugend als Maibaum am Festplatz aufgestellt. Zur Sommersonnwende wird das Johannisfeuer entzündet, am Sonntag vor dem Gedenktag an die Apostel Simon und Judas (28. Oktober) die Kirchweih gefeiert und schließlich zwischen den Jahren Xmas Rock mit Live-Musik. Hinzu kommen kleinere und größere Festlichkeiten und Veranstaltungen der örtlichen Vereine und ein Kursangebot der VHS.

### Freizeitmöglichkeiten
Durch die Lage im Naturpark Haßberge mit entsprechender Landschaft bietet sich Ermershausen besonders gut zum Wandern, Walken, Laufen und Radfahren an. Eine Übersichtskarte über die ausgeschilderten Wege befindet sich neben dem Rathaus an der Bushaltestelle. In der Nähe der Teichanlagen des Angelvereins wurde 2019 eine neue Kneipp-Anlage mit Sinnespfad errichtet, nachdem die alte Anlage von 1977 nördlich des Ortes wegen Wassermangel aufgegeben werden musste. Für die Schulkinder der Umgebung wird während der Schulferien im Sommer ein zahlreiche Punkte umfassenden Ferienprogramm angeboten. An Sportanlagen gibt es in Ermershausen zwei Rasen-Fußballplätze, einen Asche-Tennisplatz, einen Beachvolleyballplatz und einen Basketballkorb. Außerdem befindet sich am Sportgelände eine Mehrzweckhalle (Adolf-Höhn-Halle). Neben dem Festplatz in der Dorfmitte wird im Winter durch Überfluten einer Wiese eine Eislauffläche geschaffen. Weiterhin gibt es für Kinder einen Spielplatz neben dem Feuerwehrhaus.

### Vereine und Gruppen
Die zahlreichen Vereine bereichern das kulturelle Leben in Ermershausen. Folgende Vereine gibt es im Ort:
- Gesangsverein Liedertafel 1885 Ermershausen
- Obst- und Gartenbauverein (1894)
- SPD-Ortsverein Ermershausen (1919–1933, Neugründung 1959)
- Diakonieverein (1927)
- Sportverein SpVgg Ermershausen 1947 e. V. (Fußball, Volleyball, Tennis, Gymnastik)
- VdK-Ortsverband Ermershausen-Birkenfeld-Dippach (1947)
- Posaunenchor Ermershausen (1957)
- Kegelclub Bettschoner Ermershausen (1965)
- Schäferhundeverein Ermershausen (1966) mit Vereinsheim und Übungsgelände
- Evangelische Landjugend Ermershausen (1971)
- Haßbergverein Ermershausen (1975, Wander- und Heimatverein) mit angegliederter Trachtengruppe (1984)
- Sportangler-Gemeinschaft Ermershausen e. V. (1977) mit Vereinsheim und zwei Angelteichen
- Faschingsverein Ermetzia (1984, Abteilung des Sportvereins)
- CSU Ortsverband Ermershausen-Birkenfeld-Dippach (1989)
- 1. FCN-Fangemeinschaft Ermershausen-Birkenfeld (1993)
- FC Bayern Fan-Club Ermershausen (1997)
- Feuerwehrverein Ermershausen

### Tracht
Im Jahr 1984 wurde von Mitgliedern des Haßbergvereins eine Trachtengruppe gegründet und eine einheitliche Tracht nach altem Vorbild entworfen. Die Damen tragen schwarze gestiftelte Röcke, blaue Mieder mit Schnäppe am Rücken, weiße Blusen und seidene blaue Schürzen. Dazu kommen schwarze Schnallenschuhe, weiße Strümpfe, ein seidenes Halstuch und eine schwarze Bänderhaube mit kunstvoll gestickter Kopfplatte. Die Herrentracht besteht aus einer kurzen blauen Tuchjacke mit silbernen Knöpfen, dunkelroter Weste, weißem Hemd und einer der Farbe der Damenschürze entsprechenden blauen Halsschleife. Lederne Kniehosen in Gelb, schwarze Schnallenschuhe, weiße Strümpfe und eine braune Bisamfellmütze runden die Tracht ab. Die Trachtengruppe nahm bereits mehrfach am Trachten- und Schützenzug des Münchner Oktoberfests teil, erstmals 1993.

## Wirtschaft und Infrastruktur

### Infrastruktur
Wirtschaftlich profitiert die Gemeinde Ermershausen vom ertragreichen Gemeindewald. Seit der Jahrtausendwende wirkt sich auf diesen allerdings mehr und mehr der Klimawandel aus (Trockenstress, Borkenkäferbefall und notwendiger Waldumbau), was die Erträge belastet. 2020 begann die Planung für eine knapp 50 ha große Photovoltaik-Freiflächenanlage nordwestlich des Ortes (Gemarkung Rödern/Lederhecke), an der die Gemeinde beteiligt sein soll. 2023 wurde im Waldabschnitt Bauholz ein Potentialgebiet für Windkraftanlagen ausgewiesen.
Die Infrastruktur von Ermershausen ist gemessen an der Größe des Ortes gut. Doch seit den 2010er Jahren machen sich die Folgen des demographischen Wandels und der Urbanisierung auch in Ermershausen bemerkbar. Im Rahmen der seit 2008 bestehenden Gemeinde-Allianz Hofheimer Land arbeitet die Gemeinde Ermershausen zusammen mit zahlreichen anderen Kommunen aus der Umgebung daran, die Attraktivität und Lebensqualität der Region und des Ortes zu erhalten und zu steigern. Es wurden durch die Mitgliedsgemeinden bspw. Einkaufsmöglichkeiten (Dorfläden) und Dorfgemeinschaftshäuser geschaffen und Leerstände beseitigt (z. B. mittels Kostenübernahme für die Erstberatung durch einen Architekten). Auch bei der Erhaltung von sozialer Infrastruktur und bei der Unterstützung und Koordination der Beantragung staatlicher Fördermittel ist die Hofheimer Allianz aktiv. Der Erfolg der Gemeinde-Allianz Hofheimer Land wurde durch die Verleihung des Europäischen Dorferneuerungspreises 2020 gewürdigt.

### Freiwillige Feuerwehr
Die Freiwillige Feuerwehr Ermershausen wurde im Jahr 1873 gegründet. Sie ist im 1973 errichteten Feuerwehrhaus untergebracht, welches 1995 um Schulungs-, Büro- und Sanitärräume erweitert wurde. Der Löschwasserversorgung dienen neben den Hydranten des Trinkwassernetzes ein Staubecken der Ermetz neben dem Feuerwehrhaus und die Angelteiche südlich des Ortes. Seit 1998 wird der Nachwuchs in der Jugendfeuerwehr ausgebildet. Die Feuerwehr Ermershausen ist eine Stützpunktfeuerwehr.
Zur Ausrüstung gehören eine Tragkraftspritze 8 (TS 8) von 1965 von Fa. Paul Ludwig und mehrere Fahrzeuge. 1976 wurde ein Tanklöschfahrzeug 16/25 (TLF 16/25) auf Basis Mercedes-Benz 1017 angeschafft. Dieses wurde 2014 durch ein Hilfeleistungslöschgruppenfahrzeug 10 (HLF 10) auf Basis MAN TGM 13.290 4x4 von Schlingmann mit hydraulischem Rettungssatz und 4 Pressluftatmern für Atemschutzgeräteträger ersetzt. Ein Mehrzweckfahrzeug (MZF) Typ VW T3 wurde 1998 gebraucht gekauft. Ersatz wurde 2019 in Form eines gleichartigen Fahrzeuges auf Basis Ford Transit beschafft.
Die bisherigen Kommandanten waren:
| Kommandant               | Amtszeit     |
| ------------------------ | ------------ |
| Johann Georg Grübel      | 1873–1877    |
| Georg Klaus              | 1877–1892    |
| Adalbert Brückner        | 1892–1899    |
| Alexander Flachsenberger | 1899–1934    |
| Ernst Kirchner           | 1934–1946    |
| Gustav Schad             | 1946–1950    |
| Fritz Gromhaus           | 1950–1967    |
| Georg Franz              | 1967–1983    |
| Rudolf Franz             | 1983–2008    |
| Markus Eiring            | 2008–2017    |
| Andreas Franz            | 2018–2020    |
| Johannes Schobig         | 2020 – heute |

### Bildung
1928 wurde in Ermershausen ein Kindergarten gegründet. Heute wird er von der Diakonie getragen und befindet sich in einem 1978 erbautem Gebäude mit angegliederter Kindertagesstätte.
Ermershausen gehört seit 1968 dem Schulverband Maroldsweisach an. Die Schüler aus Ermershausen besuchen heute i. d. R. die Grundschule Maroldsweisach, Mittelschule Maroldsweisach, Jakob-Curio-Realschule Hofheim, das Gymnasium Bad Königshofen oder das Friedrich-Rückert-Gymnasium Ebern.
Im Rathaus befindet sich eine öffentliche Bibliothek.
In Ermershausen wurden in jüngerer Vergangenheit mindestens vier Gebäude als Schulhaus genutzt. Das heutige Rathaus (Bj. 1910) und Vorgängerbauten am selben Ort wurden seit mind. 1710 bis 1962 als Schulhaus genutzt (Große bzw. Erste Schule). Die Kleine bzw. Zweite Schule stand in der spitzen Ecke der nordwestlichen Einmündung der Doktorgasse in die Hauptstraße (Lage). Hier wurden von 1871 bis 1963 die Schüler der Klassen 1 bis 4 unterrichtet. Dieses Gebäude wurde 2017 abgerissen. 1962 wurde ein Neubau in den Schafäckern (Lage) mit zwei Klassenräumen eingeweiht, der die beiden bisherigen Schulgebäude ersetzte. Hier wurde bis 2004 unterrichtet und das Gebäude 2019 abgerissen. Die ehemalige jüdische Schule wird im separaten Abschnitt behandelt.

### Verkehr
Durch Ermershausen verläuft die Bundesstraße 279 als Hauptstraße und die Staatsstraße 2284 als Birkenfelder Straße. Richtung Schweickershausen führt die Kreisstraße 21. Eine nördliche Ortsumgehung der B279 befindet sich seit Jahrzehnten in Planung (aktuell: BVWP 2030 Teilprojekt B279-G020-BY-T01-BY), bisher jedoch ohne Aussicht auf konkrete Umsetzung. Kurz nach dem Ortsausgang Richtung Maroldsweisach liegt eine Straßenmeisterei des Straßenbauamtes Schweinfurt.
Ermershausen ist gut an das Radwegenetz angeschlossen und es bestehen zahlreiche Trassen, u. a. Richtung Maroldsweisach, Sulzdorf und Birkenfeld.
Am Rathausplatz und in der Doktorgasse befinden sich Bushaltestellen des OVF bzw. des VGN. Die nächstgelegenen Bahnhöfe sind in Ebern und Haßfurt.

## Söhne und Töchter der Gemeinde
- Narziß Ach (1871–1946), deutscher Psychologe
- Karl Bühling, Stifter von 3.000 US-Dollar für Ermershäuser Schulkinder (1970)
- Alfred Dietz (1905–1987), Lehrer und Schriftsteller
- Hermann Dietzfelbinger (1908–1984), ehemaliger bayerischer Landesbischof der ELKB
- Louis Kissinger (1887–1982), Vater des Friedensnobelpreisträgers und ehemaligen US-Außenministers Henry Kissinger (1923–2023)
- Ludwig Pfeiffer (1872–1952), Oberstadtschulrat in Schweinfurt